# Prêmio Brain
O Prêmio Brain (em inglês:  The Brain Prize) é concedido desde 2011 pela Grete Lundbeck European Brain Research Foundation, sediada em Copenhage.
É dotado com 1 milhão de euros. É concedido a um ou mais cientistas, com contribuições à neurociência.

## Recipientes
- 2011 Péter Somogyi, Tamás Freund, György Buzsáki
- 2012 Christine Petit, Karen Steel
- 2013 Ernst Bamberg, Edward Boyden, Karl Deisseroth, Peter Hegemann, Gero Miesenböck, Georg Nagel
- 2014 Giacomo Rizzolatti, Stanislas Dehaene, Trevor W. Robbins
- 2015 Winfried Denk, Arthur Konnerth, Karel Svoboda, David Tank
- 2016 Timothy Bliss, Graham Collingridge & Richard Morris
- 2017 Peter Dayan, Ray Dolan, Wolfram Schultz
- 2018 Bart De Strooper, Michel Goedert, Christian Haass, John Hardy
- 2019 Marie-Germaine Bousser, Hugues Chabriat, Anne Joutel, Elisabeth Tournier-Lasserve